# Sabah Shariati
Sabah Saleh oghlu Shariati (em azeri:  Sabah Saleh oğlu Şəriəti, em persa: صباح شریعتی; Sanandaj, 1 de janeiro de 1989) é um lutador de estilo greco-romana azeri de origem iraniana, medalhista olímpico.

## Carreira
Shariati competiu na Rio 2016, na qual conquistou a medalha de bronze, na categoria até 130 kg.